# Malá nad Hronom
Malá nad Hronom es un municipio del distrito de Nové Zámky en la región de Nitra, Eslovaquia, con una población estimada a final del año 2024 de 381 habitantes.
Se encuentra ubicado al sur de la región, cerca de los ríos Nitra y Hron (cuenca hidrográfica del Danubio) y de la frontera con Hungría.

## Demografía
| Año        | 1994 | 2004    | 2014    | 2024    |
| ---------- | ---- | ------- | ------- | ------- |
| Población  | 421  | 409     | 373     | 381     |
| Diferencia |      | −2,85 % | −8,80 % | +2,14 % |

| Año        | 2023 | 2024    |
| ---------- | ---- | ------- |
| Población  | 384  | 381     |
| Diferencia |      | −0,78 % |